# Фор, Себастьян
Себастьян Фор (фр. Sébastien Faure; 6 января 1858, Сент-Этьен — 14 июля 1942, Руан) — французский анархист и педагог-реформатор. Основоположник (вместе с Всеволодом Волиным) синтетического анархизма. Составитель 2893-страничной Анархистской энциклопедии.

## Биография
Себастьян Фор происходил из консервативной и традиционалистской семьи. После учёбы стал членом социалистической Рабочей партии (Parti ouvrier français) и баллотировался на выборах 1885 года. В 1888 году вышел из социалистической партии и стал анархистом.
После казни Огюста Вайяна Фор позаботился о его дочери Сидони, а затем женился на ней. В результате принятия «Злодейских законов» Фор также оказался в числе обвиняемых по «Процессу Тридцати», но позже был оправдан. В 1895 году вместе с Луизой Мишель он основал анархистский журнал Le Libertaire. По делу Дрейфуса Фор стал одним из самых важных сторонников Альфреда Дрейфуса. Он также был автором журнала Эриха Мюзама Fana. Представлял неомальтузианство и выступал за контроль над рождаемостью.

## Школа Ла Рюш

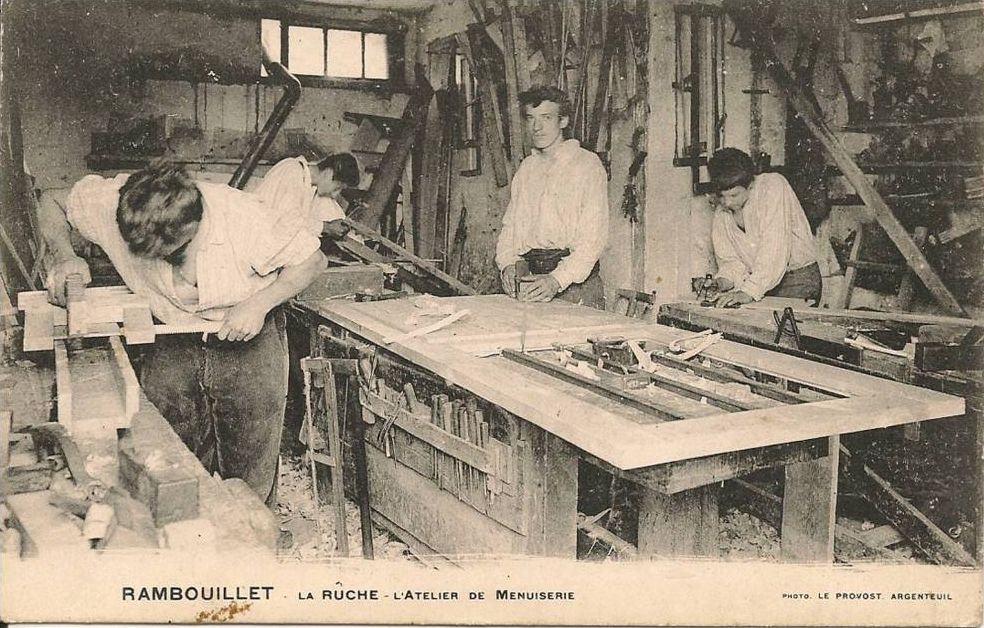
Реформаторская школа Ла Рюш

В 1904 году Фор основал школу-интернат для бедных детей близ Рамбуйе, Ла Рюш, которая просуществовала до 1917 года и основывалась на гуманитарном образовании. Девиз — Qui cherche, fait l’effort («Кто ищет, тот прилагает усилия»). Учреждение было вдохновлено другими школами образовательной реформы, такими как приют Сампюи (Поль Робен) с 1880 по 1894 год и Современная школа 1901 года в Барселоне (Франсеск Феррер). Школу пришлось закрыть из-за мировой войны, а её основателя вскоре обвиняли в педофилии.
Это объемное издание ( излагает точку зрения анархистов (по крайней мере, их значительной части) на многие до сих пор актуальные проблемы общества, а также служит ценным источником информации по истории анархизма.

## Сочинения

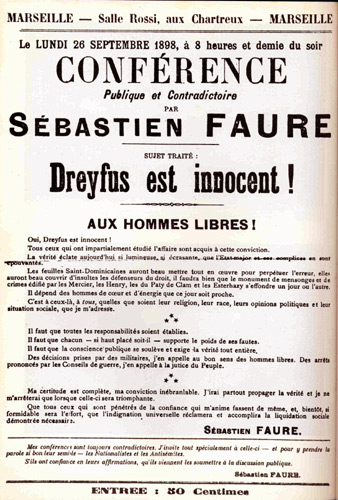
«Дрейфус невиновен!» Конференция под руководством Фора в 1898 году

- Le Procès des Trente / Notes pour servir à l’histoire de ce temps : 1892—1894
- La Douleur universelle, 1895
- Mon communisme, 1921
- L’Imposture religieuse, 1923
- Propos subversifs
- La Synthèse anarchiste, 1928
- Douze preuves de l’inexistence de dieu, 1914